# ونشيد (عشر ستاق)
ونشید (بالفارسية: ونشید) هي قرية تقع في إيران في قسم عشر ستاق الريفي. يقدر عدد سكانها بـ 48 نسمة بحسب إحصاء 2016.